# Burg Zwingenberg

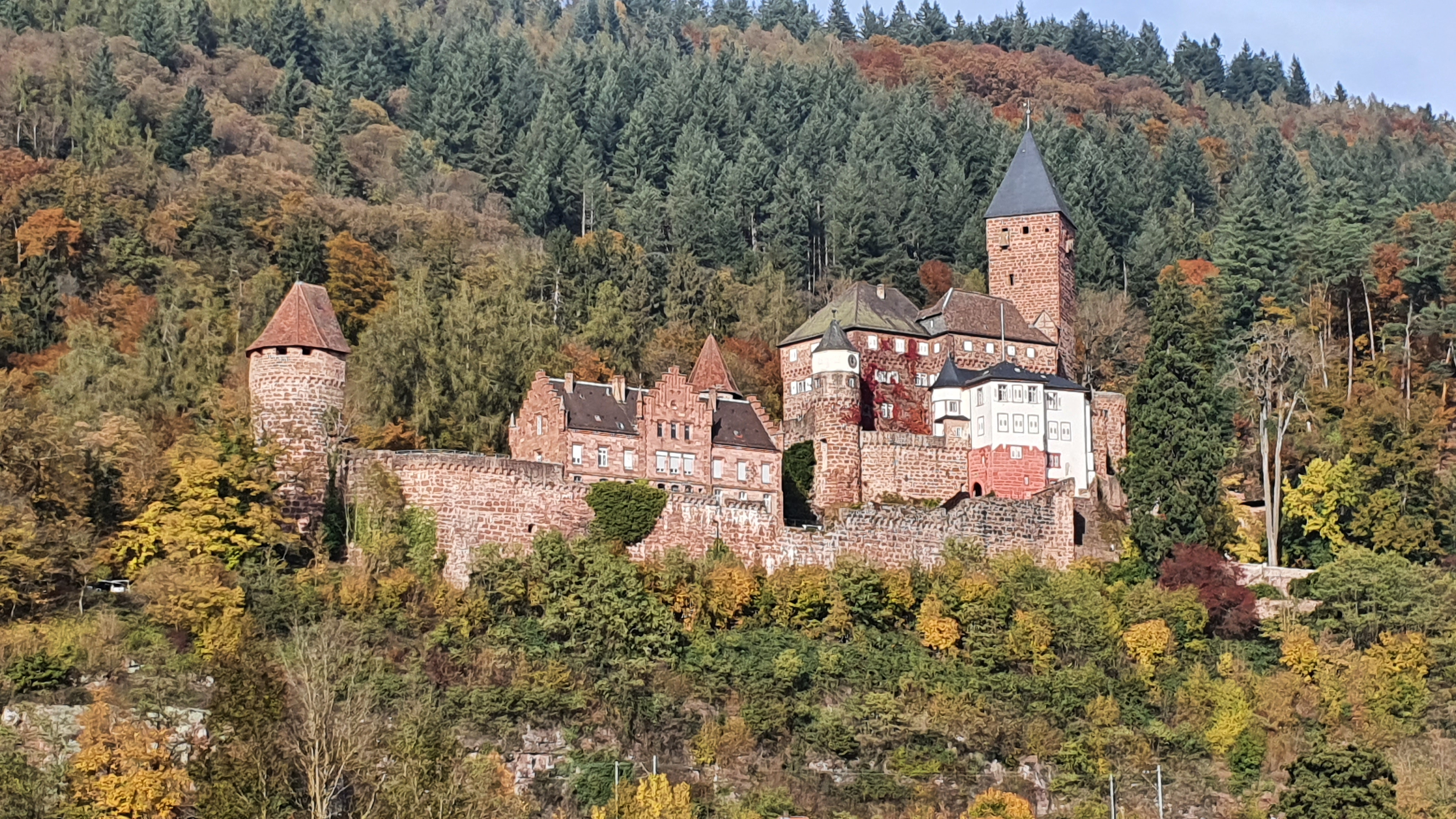
Burg Zwingenberg

De Burg Zwingenberg of Schloss Zwingenberg is een kasteel in de Duitse gemeente Zwingenberg.
Het kasteel dateert uit de 12e of 13e eeuw. In 1326 waren de heren Van Zwingenberg leenmannen van de graaf van Hohenlohe. In 1364 werd het kasteel verwoest, maar in 1404 begonnen de broers Hans en Eberhard von Hirschhorn met de herbouw. Hun nazaten zouden nog twee eeuwen het kasteel in eigendom houden. Groothertog Karl Friedrich von Baden kocht het slot in 1808 voor de kinderen uit zijn tweede huwelijk. Sindsdien is de Burg Zwingenberg in bezit van deze familie.
Sinds 1983 is het kasteel elke augustus het decor van de Schlossfestspiele Zwingenberg.
- Gemeinsame Normdatei: 7816634-2
- Virtual International Authority File: 237523859

Palais Amorbach · Slot Alsbach · Alte Burg · Altes Schloss · Schloss Auerbach · Bacheburg · Schloss Bad König · Beerfurther Schlösschen · Schloss Birkenau · Palais Boisserée · Ringwall Bürgstadter Berg · Burg Breuberg · Burg zu Berge · Jagdschlösschen Carlsruhe · Curti-Schloss · Schloss Dallau · Darmstädter Schloss (Groß-Umstadt) · Burg Dauchstein · Bergfeste Dilsberg · Burg Dorndiel · Emichsburg · Burg Eberbach · Schloss Erbach · Erdwerk Ohrenbacher Schanze · Schloss Ernsthofen · Jagdschloss Eulbach · Schloss Fechenbach · Burg Frankenberg (Amorbach) · Burg Frankenstein · Burg Freienstein · Burg Freudenberg · Schloss Fürstenau · Staatspark Fürstenlager · Burg Fürstenstein · Jagdschloss Gammelsbach · Gans’scher Adelshof · Ringwall Greinberg · Burgstall Güttersbach · Burg Guttenberg · Großherzogliches Palais (Heidelberg) · Hammerschlösschen · Hardheimer Schloss · Harfenburg · Haus zum Riesen (Adelspalais Riesen, Palais Venningen) · Heddersdorf'scher Adelshof · Schloss Heidelberg · Schloss Heiligenberg · Heppenheimer Stadtschloss · Herrenhaus (Fränkisch-Crumbach, Schloss der Herren von Gemmingen) · Hinterburg · Hirschburg · Burg Hirschhorn · Schloss Hochhausen · Burg Hornberg · Burg Hundheim · Burg Jossa · Burg Kirchbrombach · Jagdschloss Krähberg · Kronenburg · Kurmainzer Amtshof · Burg Landsehr · Schloss Lichtenberg · Burg Limbach · Burg Lindenfels · Burg Lohrbach · Schloss Löwenstein · Burg Lützelbach · Mauersechseck · Jagdschloss Max-Wilhelmshöhe · Burg Michelstadt · Mildenburg · Minneburg · Mittelburg · Burgstall Mörlenbach · Palais Morass · Mühlhäuser Schlößchen · Schloss Neuburg (Baden) · Burg Nieder-Modau · Burg Obrigheim · Burg Ohrsberg · Veste Otzberg · Pfälzer Schloss · Ehemaliges Pretlack'sches Palais · Pretlack’sches Palais · Schloss Reichenberg · Burg Reichenstein · Wasserburg Riedern · Burg Rodenstein · Rodensteiner Schloss · Burg Rohrbach · Schloss Rohrbach · Burg Schaafheim · Schanzenköpfle · Schauenburg · Burg Schlierbach · Schlösschen Ober-Beerbach · Wasserburg Schloß-Nauses · Turmhügel Schneirersbuckel · Burg Schnellerts · Schloss Schönberg · Schwalbennest · Wasserburg Schwarzach · Burg Schweinberg · Starkenburg · Burg Stolzeneck · Strahlenburg · Burg Stutz · Templerhaus Amorbach · Burg Tannenberg · Vorderburg · Wachenburg · Burgstall Waldau · Burg Waldeck · Schloss Waldleiningen · Burg Wald-Michelbach · Wambolt’sches Schloss · Weilerhügel · Weinheimer Schloss · Schloss Wiser · Burg Wildenberg · Burg Windeck · Schloss Wörth (Wörth am Main) · Burg Zwingenberg